# Tor Ulven
Tor Arvid Ulven född den 14 november 1953 i Oslo, död den 18 maj 1995 i Oslo, var en norsk författare och lyriker. Han var en inflytelserik författare i Norge under 1980- och 1990-talet. Ulven tog sitt liv 1995.
Ulven var mediaskygg, och gav endast en intervju – till litteraturtidskriften Vagant 1993.

### Svenska översättningar
- Du droppar och blir borta 2001 (diktsamling), översättning av Thomas Kjellgren
- Avlösning 2018 (roman), översättning av Nils Sundberg
- Gravgåvor 2020 (prosastycken), översättning av Thomas Kjellgren & Nils Sundberg

## Priser och utmärkelser
- Obstfelderpriset 1993
- Doblougska priset 1995